# Une soirée hollywoodienne (film)
Pour plus de détails, voir Fiche technique et Distribution.
Une soirée hollywoodienne (Hollywood Steps Out) est un court métrage animé dans la série Merrie Melodies, produit en 1941 par Leon Schlesinger pour Warner Brothers, sous la direction de Tex Avery. Le court comporte des caricatures de célébrités des années 1930 et début des années 1940. Il a migré dans le domaine public aux États-Unis.

## Synopsis
Une grande vue panoramique de Los Angeles est montrée avec des projecteurs qui se déplacent vers un battement de conga. L'action se déroule dans la célèbre boîte de nuit de Ciro, où les stars d'Hollywood dînent - à 50 $ (814,14 $ aujourd'hui[Quand ?]) une assiette et des « termes faciles ». Les premières stars vues sont Claudette Colbert Don Ameche et, à une table derrière eux, Adolphe Menjou et Norma Shearer, suivis de Cary Grant, assis seul. Grant parle à lui-même : « Quel endroit ! Quel endroit ! C'est aussi joli qu'une photo. Mais si je disais à ma femme préférée la terrible vérité que j'avais sur la première page. Yessireee Bobby ».
Ensuite, on voit Greta Garbo vendre des « cigares, cigarettes, mégots ». Grant en achète un paquet, jetant un quarter ($ 4,07 aujourd'hui[Quand ?]) dans son plateau et lui demande du feu. Elle soulève son énorme pied et le pose sur la table puis gratte une allumette sur sa chaussure et allume sa cigarette. (Dans la vraie vie, elle avait une taille moyenne de chaussure féminine 8, mais son penchant pour le port de chaussures larges en public et à la maison sur des ensembles de films a conduit à un mythe populaire selon lequel elle avait de très grands pieds, et cela a été caricaturé à plusieurs reprises dans les dessins animés de Warner Brothers de l'époque.)
Dans la scène suivante, Edward G. Robinson demande à Ann Sheridan : « Comment est la fille Oomph ce soir ? ». Elle répond en prononçant plusieurs fois le mot « Oomph ». Son dernier « Oomph » semble le surprendre. (Elle était un symbole sexuel connu sous le nom de « fille Oomph », à cette époque).
La caméra suit ensuite quelques tables : à la première se trouvent Henry Binder et Leon Schlesinger, tandis que la bande sonore joue Merrily We Roll Along  - le thème de la série Merrie Melodies (Schlesinger était producteur pour les dessins animés de Looney Tunes et Binder était son assistant). La caméra montre d'autres tables réservées à diverses autres célébrités : Bette Davis, un grand canapé pour Kate Smith (une chanteuse bien connue à l'époque, en particulier pour être assez forte), et la dernière table est réservée aux personnages de bandes dessinées (de films et de radio) : Blondie , Dagwood et Baby Dumpling, et enfin une bouche d'incendie pour Daisy.
Pendant ce temps, on assiste à l'arrivée de Johnny Weissmuller au vestiaire. Il laisse son manteau à la jeune fille pour révéler sa tenue de Tarzan, ainsi qu'un col de smoking et un nœud papillon noir. Sally Rand (célèbre pour ses actes de strip-tease et danse de fan), laisse sa parure de plumes de marque au vestiaire pour aller apparemment nue à la soirée, comme on ne voit pas son corps en entier.
Dans la scène suivante, James Cagney discute avec Humphrey Bogart et George Raft en leur disant qu'ils doivent se préparer à « faire un job risqué » (ils sont en effet tous connus pour leurs rôles de « durs »). On voit ensuite Harpo Marx , généralement le farceur dans les films de Marx Brothers, coller quelques allumettes sous le pied de Garbo, puis les allumer. Cette dernière réagit très lentement et sans émotion à la douleur, une allusion à son style d'actrice serein, placide et décontracté, en disant lentement, « Ouuchhh ». Dans la scène suivante, Clark Gable aperçoit une fille dont le visage est caché par un éventail passer devant sa table, qu'il suit de la tête sur 180 degrés.
Après cela, Bing Crosby annonce le premier acte ce soir-là. Au cours de son discours, il est interrompu par un jockey sur un cheval de course (une référence à son goût et son manque de chance pour les courses de chevaux, il possédait d'ailleurs plusieurs chevaux de course. Des plaisanteries sur cette passion serait mentionnées dans d'autres dessins animés de Warner Brothers, tels que Porky's Preview et The Old Grey Hare). Il introduit ensuite le premier numéro musical, dirigé par le chef d'orchestre Leopold Stokowski. Stokowski, portant un filet contenant ses cheveux longs, se prépare dramatiquement à diriger ce qui semble être un arrangement orchestral classique. Cependant, c'est du conga que l'on entend tout au long du dessin animé, qui est joué.
Le rythme semble faire envie à Dorothy Lamour qui est vue assise à une table avec James Stewart. Elle le supplie d'aller danser avec elle. Il commence à bégayer et à hésiter, mais à la fin accepte de la suivre sur la piste de danse. (Il était connu pour ses rôles de type « timide »). Elle se lève alors, révélant sa tenue très courte, et danse au rythme de la musique. Il prend peur et s'enfuit, laissant sur la table un panneau disant « Mr. Smith va à Washington », le titre d'un de ses films les plus connus à cette époque.
Le plan suivant montre à nouveau Gable, se déplaçant en rythme et suivant la fille qu'il a vue plus tôt. En passant, il dit « C'est encore moi » en s'adressant à la caméra.
Tyrone Power danse avec Sonja Henie, connue pour ses films de patinage, et porte encore ses patins à glace. Le monstre de Frankenstein danse très rigide et en bois[incompréhensible]. Les Trois Stooges se mettent les doigts dans l'œil et se donnent des gifles en rythme, une référence à leurs célèbres « Poke in the eye » de leurs films. Oliver Hardy danse avec quelqu'un aussi et est montré de dos. Quand il tourne le visage à la caméra, il s'avère qu'il danse en fait avec deux filles en même temps, une double référence à l'épisode « Ladies man » des séries Laurel et Hardy et aussi à son obésité. Cesar Romero danse avec Rita Hayworth de manière très maladroite, la robe de Hayworth probablement déchirée par les énormes chaussures de Romero.
La caméra passe alors Mickey Rooney et Judy Garland assiss à une table. Le serveur apporte la note dont le prix de 50$ choque Rooney. Il demande alors à son « père », le juge Hardy ( Lewis Stone ), d'avoir une conversation seul à seul avec lui. Dans la scène suivante, on les voit faire la plonge au rythme de la musique. C'est une référence à la série de films Andy Hardy dans laquelle Rooney joue le petit garçon de la ville qui a toujours eu des problèmes d'argent et avec les filles.
Gable est montré encore à la suite de la fille, en disant à la caméra « Ne vous éloignez pas les gars, ça va être bon ! ». Crosby présente alors l'acte final, l'«attraction principale de la soirée». Sally Rand (identifié comme « Sally Strand ») effectue la danse de la bulle  « I'm Forever Blowing Bubbles »  dans son plus simple appareil, ce qui n'est jamais vu, bien que des zones de son torse soient révélées. Elle est montrée debout avec une grande bulle blanche brillante, qu'elle tient devant son buste, sous la lumière d'un projecteur.
Au cours de la danse de la bulley, plusieurs célébrités dans le public réagissent à la danse de différentes manières. Kay Kyser (un chef de bande connu à l'époque, surnommé «The Professor», parce que lui et son groupe présentaient le « Kollege Of Musical Knowledge» à la radio) est montré en tenue universitaire de professeur. Il est excité par le spectacle et crie: «Étudiants ! », son slogan dans l'émission de radio : chaque fois qu'un concurrent donnait une réponse fausse, il demandait à son auditoire de répondre correctement. Un groupe d'hommes regarde, siffle à l'unisson, et s'écrie : « Bébé! » Ce sont William Powell , Spencer Tracy, Ronald Colman et Errol Flynn. Sont assis Wallace Beery et C. Aubrey Smith. 
Peter Lorre, connu pour sa représentation de personnages sinistres et étranges, dit avec mélancolie « Je n'ai pas vu une si belle bulle depuis mon enfance ». C'est une référence possible à son rôle dans le film intitulé M, dans lequel il a joué un assassin d'enfants. Henry Fonda profite également du spectacle, mais sa mère l'arrache à sa contemplation en le tirant violemment par l'oreille. C'est une référence à l'émission de radio populaire The Aldrich Family qui débutait toujours sur l'appel de la mère d'un adolescent joué par Henry Aldrich « Hen-RYYYYY! Henry Aldrich! » auquel Aldrich répondait toujours par « J'arrive, Mère ! ». J. Edgar Hoover s'exclame « Gee ! » plusieurs fois de suite, en référence à sa fonction de G-man. Boris Karloff, Arthur Treacher, Buster Keaton et Mischa Auer regardent le spectacle sans aucune émotion, ce qui était typique de leurs rôles dans les films : tous étaient connus pour avoir joué des personnages sévères. Ned Sparks, un autre acteur célèbre pour ses rôles de personnage « grognon », leur demande s'ils passent un bon moment. Les trois personnages répondent tous à l'unisson d'une voix monocorde « Oui » dans la moindre émotion.Jerry Colonna suit le spectacle avec des jumelles et prononce en disant « Devinez qui ? », et la caméra révèle un personnage invisible à côté de lui : « Yehudi ! » (« Who's Yehudi ? » était son célèbre slogan, se référant à un violoniste qu'il ne pouvait jamais trouver, d'où un « homme invisible »). La caméra revient à Strand lançant sa bulle en l'air, que la caméra suit, ne révélant jamais son corps nu. La bulle retombe, elle l'attrape et la tient de nouveau devant elle.
Enfin, Harpo Marx sort de dessous une table et entreprend de viser la bulle de Sally Strand avec un lance-pierres. Il la fait éclater pour révéler le corps de Strand, en fait vêtue d'un tonneau. Les rideaux se ferment alors sur Strand médusée. La conga s'arrête et la caméra revient une dernière fois sur Gable qui a finalement attrapé la fille qu'il poursuivait, insistant pour qu'elle l'embrasse. « Elle » se révèle être en fait Groucho Marx qui s'exclame « Eh bien, quel hasard de vous rencontrer ici ! ».

## Fiche technique
- Titre original : Hollywood Steps Out
- Titre français : Une soirée hollywoodienne
- Réalisation : Tex Avery
- Producteur : Leon Schlesinger (Leon Schlesinger Studios)
- Distribution : Warner Bros. Pictures (1941) (USA) (cinéma), Warner Home Video (2004) (USA) (DVD)
- Chargé d'animation : Virgil Ross
- Composition musicale : Carl W. Stalling
- Chef d'orchestre : Milt Franklyn (non crédité)
- Montage : Treg Brown (non crédité)
- Langue : anglais
- Date de sortie : 24 mai 1941
- Genre : comédie
- Format : couleur - mono - 1,37:1
- Durée : 8 minutes

## Distribution
- Kent Rogers

(Personnages masculins supplémentaires - non crédité) 
- Dave Barry

(Personnages masculins supplémentaires - non crédité) 
- Mel Blanc

(Jerry Colonna, Peter Lorre-non crédité) 
- Sara Berner

(All Female Characters-non crédité)